# 列佩利

列佩利（羅馬化：Liepieĺ）是白俄羅斯的城鎮，距離首府維捷布斯克115公里，由維捷布斯克州負責管轄，2009年人口18,600。第二次世界大戰期間，納粹德國在1941年7月3日至1944年6月28日佔領該鎮。